# Txernogorsk
Txernogorsk (en khakàs: Харатас, Kharatas; en rus: Черного́рск, Txernogorsk) és una població de Rússia, situada a la República de Khakàssia, al sud de Sibèria. Es troba localitzada molt a prop d'Abakan que és la capital de la república, però més al nord, seguint el curs del riu Ienissei que forma el límit amb el proper krai de Krasnoiarsk.
Durant una època hi havia a Txernogorsk un camp correctiu de treball (un camp de treball forçat) del sistema Gulag.